# 張彧
張彧（1464年—？），字文翰，直隸真定府元氏縣人，民籍，明朝政治人物。

## 生平
順天府鄉試第七十二名。弘治六年，登進士第三甲第一百八十二名。授行人，弘治十八年（1505年），授廣東道監察御史。

## 家族
曾祖張思義；祖父張欽；父張紳，母何氏。慈侍下。